# Gamay (Northern Samar)
Gamay is een gemeente in de Filipijnse provincie Northern Samar op het eiland Samar. Bij de laatste census in 2007 had de gemeente bijna 22 duizend inwoners.

## Geografie

### Bestuurlijke indeling
Gamay is onderverdeeld in de volgende 26 barangays:
| - Anito - Bangon - Bato - Baybay District - Bonifacio - Burabod - Cabarasan - Cadac-an - Cade-an - Cagamutan del Norte - Cagamutan del Sur - Dao - G. M. Osias | - Gamay Central - Gamay Occidental I - Gamay Oriental I - Guibuangan - Henogawe - Libertad - Lonoy - Luneta - Malidong - Occidental II - Oriental II - Rizal - San Antonio |

## Demografie
Gamay had bij de census van 2007 een inwoneraantal van 21.537 mensen. Dit zijn 223 mensen (1,0%) meer dan bij de vorige census van 2000. De gemiddelde jaarlijkse groei komt daarmee uit op 0,14%, hetgeen lager is dan het landelijk jaarlijks gemiddelde over deze periode (2,04%). Vergeleken met de census van 1995 is het aantal mensen met 2.080 (10,7%) toegenomen.

De bevolkingsdichtheid van Gamay was ten tijde van de laatste census, met 21.537 inwoners op 115,1 km², 187,1 mensen per km².